# Lucila Velásquez
Olga Lucila Carmona Borjas (San Fernando de Apure, 24 de marzo de 1928-Caracas, Venezuela, 28 de septiembre de 2009) conocida por su nombre artístico Lucila Velásquez, fue una poetisa, periodista, crítica de arte y diplomática de profesión venezolana. Estuvo vinculada a la generación literaria de 1948, conocida como "Contrapunto". Fue la autora (laureada por concurso) de la letra del Himno de la Universidad de Oriente (UDO).

## Carrera
Fue finalista del Premio Hispanoamericano de Poesía "León de Greiff", 1966, Bogotá, Colombia con la obra Indagación del Día (1969); Claros Enigmas (1972), Acantilada en el Tiempo (1982); Mateo Manaure, Arte y Conciencia (1989). A la par de este último texto, coincidiendo con Allen Ginsberg en USA, aparece El Árbol de Chernobyl, su obra más significativa, de ella se origina la unidad poética científica sucesiva: Algo que transparece (1991); La Rosa Cuántica (1992), El tiempo Irreversible (1995); La singularidad Endecasílaba (1995); La Próxima Textura (1997) y Se Hace la Luz, poesía, (1999).  Memorias de mis días (2009) su última publicación se considera un libro autobiográfico de sus encuentros con Leonardo Ruiz Pineda y Romulo Betancourt, el Che y Fidel Castro, en el que relata sus experiencias en la clandestinidad y su relación con los líderes más importantes de Venezuela y Cuba a mediados del siglo XX. Principal artífice de la corriente llamada Cienciapoesía.

## Publicaciones
- Color de tu Recuerdo, (1949)
- Amada Tierra (Premio Municipal de Poesía (1951)
- Los Cantos Vivos (1955)
- Poesía resiste (1955)
- En un Pequeño Cielo (1960)
- Selección Poética N.º 90 (1962)
- A la Altura del Aroma (1963)
- Tarde o Temprano (Accésit al Premio Nacional de Literatura) (1964)